# X-Mas Beer
X-Mas Beer is een Belgisch bier. Het bier wordt gebrouwen door Brouwerij Contreras te Gavere.
X-Mas Beer is een blond kerstbier van hoge gisting. Het bier heeft een alcoholpercentage van 8,5%. Het bier werd voor het eerst gebrouwen in 2004 in opdracht van een vereniging, maar werd nadien in het vaste gamma van de brouwerij opgenomen.